# Victoria de Amílcar ante Naravas
La batalla que siguió a la deserción del jefe númida Naravas ante Amílcar Barca fue un enfrentamiento entre las fuerzas cartaginesas comandadas por Amílcar Barca y parte de las fuerzas combinadas de los antiguos ejércitos mercenarios de Cartago durante la guerra de los Mercenarios, que Cartago había empleado anteriormente durante la primera guerra púnica, así como aquellos que provenían de las ciudades rebeldes libias que apoyaban a los mercenarios. 
Un ejército rebelde bajo el mando de Espendio, que incluía a un contingente de galos bajo el liderazgo de Autarito y a un grupo de númidas comandado por Naravas, siguió al ejército de Amílcar. Espendio logró tender una trampa a los cartagineses en un valle después de algún tiempo. La deserción de Naravas permitió a Amílcar escapar de la trampa. Espendio decidió entonces atacar al ejército cartaginés, y Amílcar salió victorioso tras una dura batalla.

## Antecedentes
La primera guerra púnica terminó con la victoria romana en la batalla de las islas Egadas en marzo del 241 a. C. y con la autorización de Cartago a Amílcar Barca para iniciar negociaciones de paz con Roma. El acuerdo final entre Roma y Cartago incluyó la evacuación de Sicilia por parte de Cartago y el pago de 3.200 talentos de plata a Roma por reparaciones de guerra, 1.000 (21 toneladas de plata) de forma inmediata y 2.200 (56 toneladas de plata) en diez plazos anuales. Después de pagar a Roma la indemnización que formaba parte del tratado, Cartago no podía pagar fácilmente al ejército de aproximadamente 20.000 mercenarios que había empleado para luchar contra Roma.
Los retrasos en el trato con los mercenarios finalmente llevaron a la reunión de todo el ejército y sus familias en Sicca Veneria (la actual El Kef), donde exigieron el pago al negociador cartaginés Hannón el Grande. La cantidad exacta debida a los mercenarios sólo puede suponerse, pero dados los pagos atrasados, el dinero de las raciones y cualquier otra recompensa que se les hubiese prometido, supuso probablemente una cantidad considerable, la cual los mercenarios inflaron después de llegar a Sicca. Cuando Hannón rechazó sus demandas, debido a que Cartago esperaba poder reducir la cantidad de pago, y los mercenarios se mostraron indiferentes ante las dificultades financieras de Cartago, las negociaciones se rompieron y los mercenarios ocuparon Túnez. Cartago mandó entonces provisiones a Túnez y aceptó todas las peticiones de los mercenarios, además de enviar a Giscón para pagar la cantidad requerida.

Giscón comenzó a pagar a los mercenarios por nacionalidad, y los acontecimientos podrían haber terminado allí, pero dos líderes mercenarios, Espendio y Matón, fomentaron la revuelta entre las tropas libias, por sus propias razones personales, y finalmente pudieron persuadir a todo el ejército mercenario para que se rebelara. Los mercenarios secuestraron a los negociadores cartagineses y se apoderaron del dinero. Matón utilizó los fondos para pagar la cantidad adeudada a los mercenarios y financiar el esfuerzo bélico. Después de resolver los pagos de los mercenarios, los rebeldes pidieron a los pueblos y ciudades libias bajo control cartaginés que se unieran a la rebelión. Varias ciudades libias se sumaron a la revuelta, proporcionando hombres y fondos (las mujeres libias donaron posesiones personales y joyas) para reunir una fuerza de 70.000 personas. Estos acontecimientos probablemente tuvieron lugar durante el otoño o invierno del 241 a. C.

## Campaña de Amílcar
Tras la derrota de Espendio en la batalla de la llanura del Bagradas ante Amílcar Barca en el 240 a. C., los supervivientes rebeldes se dispersaron por Útica y Túnez, mientras Amílcar capturó el campamento rebelde junto al río y despejó la zona a las afueras de Útica de fuerzas rebeldes. Amílcar decidió no unir sus fuerzas a las de Hannón el Grande ni enfrentarse a Matón, cuyo ejército bloqueaba Hippo Acra. En vez de ello, Amílcar lanzó una campaña para someter a los pueblos a lo largo del río Bagradas, tomando algunos por la fuerza y otros a través de negociaciones. Al hacerlo, Amílcar estaba reduciendo la capacidad de los rebeldes para conseguir reclutas y suministros, y aseguraba estos recursos para Cartago. Se desconoce si Amílcar se acuarteló en alguna ciudad o cualquier información específica en cuanto a los términos que les ofreció. En respuesta a las actividades de Amílcar, Espendio formó otro ejército en Túnez, que salió para enfrentarse a Amílcar: un contingente galo bajo las órdenes de Autarito, así como númidas, entre los que se encontraba un destacamento de caballería de 2.000 soldados comandados por Navaras. Se desconoce si Amílcar había recibido refuerzos de Cartago o si había incorporado a los prisioneros rebeldes a su ejército.
Mientras los ejércitos de Cartago estaban ocupados luchando contra los rebeldes en el interior, la marina cartaginesa patrullaba la costa africana. Los cartagineses capturaron varios buques mercantes romanos e italianos con suministros para los rebeldes en el 240 a. C. Los rebeldes no tenían flota para contrarrestar estas actividades.
El ejército comandado por Espendio era probablemente más grande que el de Amílcar, aunque no tenía elefantes. La caballería númida le dio una gama de opciones a Espendio. El ejército rebelde siguió al ejército de Amílcar. Espendio decidió no tomar las ciudades que habían cambiado de bando, pero se centró en mantenerse en terrenos elevados, lejos de la caballería y los elefantes de los cartagineses; rechazó el combate abierto y continuamente asaltó a los soldados cartagineses. La guerra de desgaste resultaba efectiva para los rebeldes, ya que gracias a su superioridad numérica podrían asumir más pérdidas que los cartagineses. Espendio probablemente también esperaba refuerzos y condiciones favorables para atacar al ejército de Amílcar.

## Cartagineses arrinconados por los rebeldes
No se sabe qué medidas empleó Amílcar para contrarrestar las tácticas de acoso de Espendio, o el camino exacto que Amílcar tomó desde su victoria ante Espendio en el río Bagradas. Sin embargo, su ejército estaba en movimiento, ayudando a ampliar la esfera de control cartaginés a lo largo del río Bagradas. En el curso de su marcha, Amílcar entró en un valle de montaña y acampó, desoyendo el consejo de su personal. Espendio bloqueó la salida del valle con su contingente libio, amenazó el campamento con su cuerpo principal, mientras los númidas tomaban posición en la retaguardia del campamento cartaginés. El ejército de Amílcar quedó atrapado sin esperanza de recibir ayuda. Al privarle de provisiones, Espendio solo tuvo que esperar hasta que el hambre llevó a Amílcar a tomar medidas desesperadas. No se sabe la ubicación exacta de este valle montañoso. Se especula que estaba o bien cerca de la ciudad de Néferis, o en algún lugar más al sur o suroeste.

### Navaras deserta para unirse a Amílcar
Navaras era un jefe númida al mando de 2.000 jinetes, que vigilaba el camino por el cual el ejército de Amílcar Barca había entrado al valle. Tenía vínculos familiares con los cartagineses y decidió cambiar de bando. Navaras se acercó al campamento cartaginés con una pequeña escolta sin ser detectado, ofreció una negociación y entró en el campamento desarmado y solo. Logró ganarse la confianza de Amílcar y le fue prometida la mano de la hija de este a cambio de su ayuda. Navaras regresó a su ejército y desertó para unirse a los cartagineses en el momento acordado y antes de que el ejército rebelde pudiera actuar. Amílcar salió del sitio sin oposición y recuperó su libertad de maniobra.

## La batalla
Poco después de que el ejército de Amílcar escapase del sitio y que Navaras se le uniese, Espendio abandonó sus tácticas de acoso y decidió presentar batalla .Se desconoce la razón que provocó este cambio de táctica, pero Amílcar entabló batalla con los rebeldes. Poco se sabe de los número de soldados involucrados o de las formaciones utilizadas, excepto que la batalla fue muy disputada y los cartagineses finalmente se hicieron con la victoria. Las bajas rebeldes fueron de 10.000 muertos y de 4.000 prisioneros. Espendio y Autarito lograron escapar de la batalla y llegar a Hippo. No se conoce el número de bajas cartaginesas.

## Consecuencias

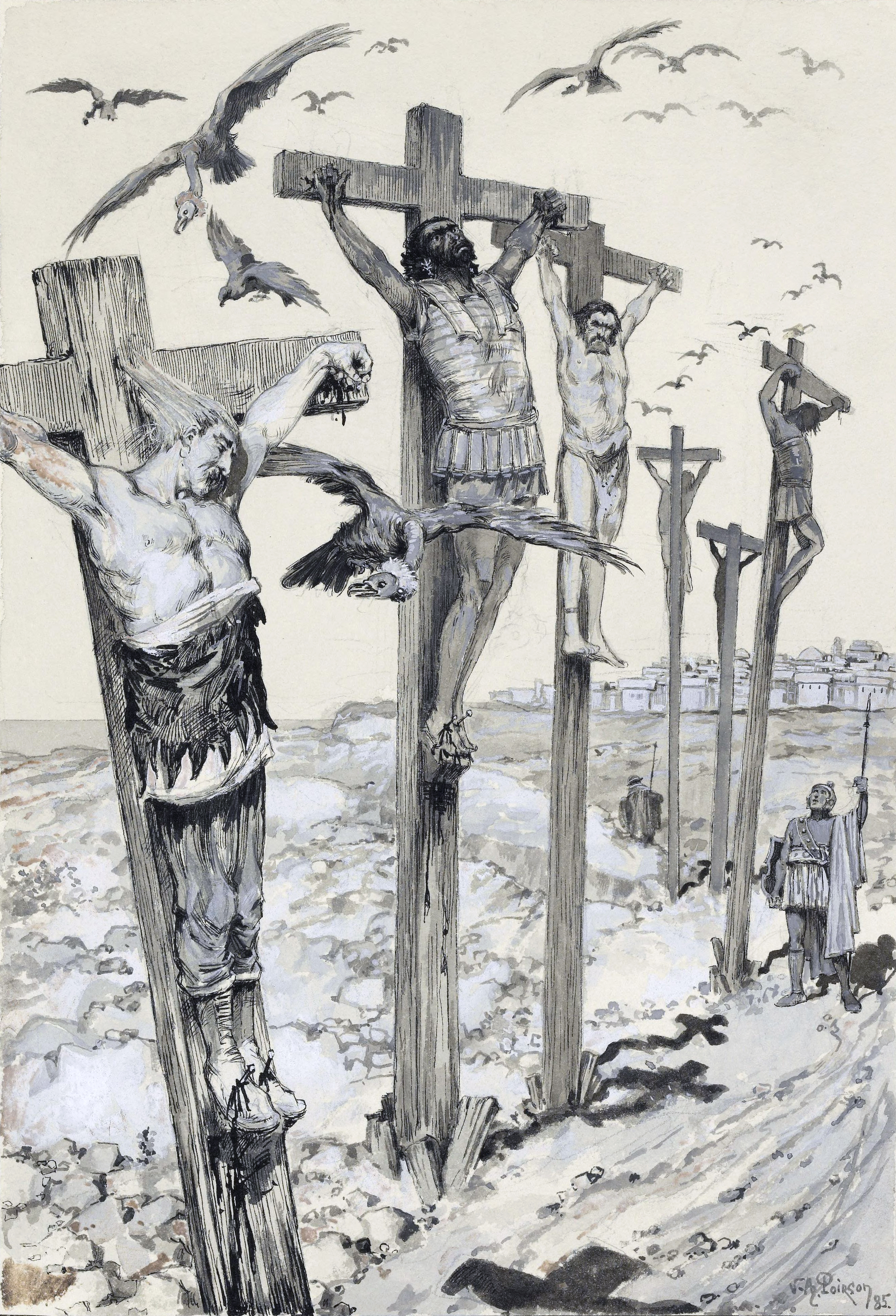
Ilustración de Victor-Armand Poirson para la novela de Gustave Flaubert, Salammbô, capítulo XIV: “Grandes alas balanceaban sus sombras a su alrededor. » Dibujo: pluma, aguada y mechas gouache sobre papel.

Amílcar decide ser misericorde con los presos rebeldes. Ofreció alistarse a los que estaban dispuestos a servir bajo su mando, mientras que a los demás les ofreció dejarles libres si prometían marcharse de África, y un número sustancial se unió al bando cartaginés. Al hacer esto, Amílcar podía tentar a los desertores del ejército rebelde a que se unieran a él, un hecho del que los líderes rebeldes eran sumamente conscientes. Lo siguiente que hizo Amílcar fue empezar a realizar acciones de limpieza en los alrededores.
Una serie de eventos también tuvo lugar mientras Amílcar estaba haciendo campaña y Hannón el Grande estaba vigilando el ejército de Matón. Solo se pueden hacer especulaciones con la secuencia de estos eventos. Los mercenarios cartagineses destinados en Cerdeña se rebelaron y comenzaron una masacre de cartagineses. El general cartaginés Boaster y los cartagineses que sobrevivieron fueron sitiados en la ciudadela, cuya ubicación exacta se desconoce, y no se tomaron prisioneros una vez que el fuerte cayó. Los rebeldes entonces se apoderaron de las áreas cartaginesas, bloquearon suministros, impuestos y reclutas provenientes de Cartago. Aunque Cartago se hallaba fuertemente comprometida contra los rebeldes en África, comenzó los preparativos para enviar una expedición y recuperar Cerdeña. Roma envió una embajada a Cartago para exigir la liberación de los comerciantes italianos en poder de Cartago. Cartago liberó a los prisioneros, cosa que les traería beneficios inesperados a corto plazo.